# Diòspolis Parva
Diospòlis Parva fou una ciutat de l'antic Egipte a l'Alt Egipte. El seu nom egipci inicial fou Seshesh o Sheshesh (que va portar el nomós) i després Hut-Sekhem-Senusret, i fou la capital del nomós VII de l'Alt Egipte que portava el seu nom. Va agafar el de Diòspolis en temps dels Ptolomeus (Ciutat de Zeus), i s'hi va afegir Parva per distingir-la d'altres ciutats que tenien el mateix nom a Egipte (Diòspolis Magna o Tebes i Diòspolis Inferior). El nom de Diòspolis Mikra se li atribueix, però no és clar que correspongui a aquesta ciutat i no a la Diòspolis Inferior. La ciutat tenia com a déus principal a Amon i Hathor.
El seu nom modern és Hiw o Hu.
A la ciutat hi ha uns cementiris excavats per Flinders Petrie (1898-1899) on es van trobar materials de quasi tots els períodes de la història egípcia incloent el període predinàstic. També queden les restes de dos temples ptolemaics. Els cementiris cristians són els més importants.